# Julie Herzl

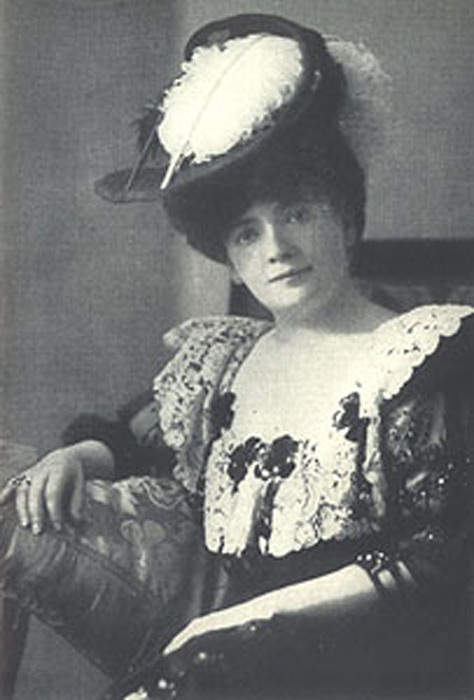
Julia Herzl (um 1900)

Julie Herzl, geboren als Julie Naschauer (geb. 1. Februar 1868 in Budapest; gest. 10. November 1907 in Wien) war die Ehefrau von Theodor Herzl, dem Begründer des modernen politischen Zionismus.

## Leben
Julie Naschauer war die Tochter des vermögenden Industriellen Jacob Naschauer (1837–1894) und seiner Frau Johanna („Jenny“; 1843–1900). Als viertes von fünf Geschwistern wurde sie 1868 in Budapest geboren.
Am 25. Juni 1889 heiratete sie Theodor Herzl, dem sie aus der Mitgift ihres Vaters seine politischen Aktivitäten finanzierte. Die Hochzeit fand in der Rudolfs-Villa in Reichenau an der Rax statt. Aus der Ehe gingen drei Kinder hervor: Pauline (1890–1930), Hans (1891–1930) und Margarete, genannt „Trude“ (1893–1943).
Die Ehe verlief unglücklich. Wegen der „Hysterie“ seiner Gattin ordnete Herzl in seinem Testament an, dass nach seinem Tod der Sohn Hans aus dem Einflussbereich der Mutter entfernt werden sollte. Sie starb drei Jahre nach ihrem Mann im Alter von 39 Jahren 1907 in der psychiatrischen Klinik von Wien.

## Das Schicksal der Kinder
Hans Herzl arbeitete in Wien bei der Union Bank; durch Arbeitskollegen kam er in Kontakt mit Baptisten und ließ sich bei diesen im Juli 1924 taufen. Noch im selben Jahr übersiedelte er nach London. 
Am 8. September 1930 starb die morphiumsüchtige Pauline Hüft (geborene Herzl) an einer Überdosis Morphium. Wahrscheinlich beging sie Suizid. Sie wurde am 15. September 1930 in Bordeaux bestattet. An diesem Tag beging ihr Bruder Hans in Bordeaux Suizid.
Seit 1931 befand sich Trude freiwillig in stationärer psychiatrischer Behandlung. Sie wurde gemeinsam mit ihrem Ehemann Richard Neumann 1942 in das KZ Theresienstadt verschleppt, wo beide 1943 starben. Der gemeinsame Sohn Stephen Theodor Neumann, Herzls einziger Enkel, beging am 26. November 1946 in Washington D.C. Suizid.